# Desarrollo del canon del Tanaj
Este artículo es sobre la selección de los libros que conforman el Tanaj. Para la fijación del texto en sí, véase Texto masorético.
El judaísmo rabínico reconoce los 24 libros del texto masorético, comúnmente llamado el Tanaj o Biblia hebrea, como autoritativos. La erudición moderna sugiere que los que fueron más recientemente escritos son los libros de Jonás, Lamentaciones y Daniel, todos los cuales pudieron haber sido compuestos en una fecha tan tardía como el siglo II a. C.
El libro de Deuteronomio incluye la prohibición de añadir o restar, que podría aplicarse al libro mismo (es decir, un «libro cerrado», una prohibición contra la futura edición del escriba) o a la instrucción recibida por Moisés en el monte Sinaí.
El libro de 2 Macabeos, que en sí no es una parte del canon judío, describe a Nehemías (en torno al 400 a. C.) manteniendo «[una] colección de los libros que contenían las crónicas de los reyes, los escritos de los profetas, los salmos de David y las cartas de los reyes sobre las ofrendas» (2:13-15). El Libro de Nehemías sugiere que el sacerdote-escriba Esdras trajo la Torá al volver de Babilonia a Jerusalén y al Segundo Templo (Nehemías 8-9) alrededor del mismo período de tiempo. Ambos, 1 y 2 Macabeos, sugieren que Judas Macabeo (alrededor de 167 a. C.) también recogía libros sagrados (1 Macabeos 3:42-50, 2 Macabeos 2:13-15, 2 Macabeos 15:6-9).
No hay consenso de los expertos en cuanto a cuando el canon de la Biblia hebrea se fijó: algunos estudiosos sostienen que fue fijado durante la dinastía de los Asmoneos, mientras que otros sostienen que no se fijó hasta el siglo II o incluso más tarde.

## Sirácides
La evidencia de una colección de escritura sagrada semejante a porciones de la Biblia hebrea viene del libro del Sirácida (que data de 180 a. C. y no está incluido en el canon judío), que incluye una lista de nombres de personajes bíblicos del Antiguo Testamento (Sirácides 44-49) en el mismo orden que se encuentra en la Torá y los Nevi'im (Profetas), y que incluye los nombres de algunos hombres mencionados en los Ketuvim (Escritos). Sobre la base de esta lista de nombres, algunos eruditos han conjeturado que el autor, Jesús ben Sirá, tenía acceso a, y consideraba autoritario, los libros del Génesis, Éxodo, Levítico, Números, Deuteronomio, Josué, Jueces, Samuel, Reyes, Job, Isaías, Jeremías, Ezequiel y los doce Profetas Menores.
Su lista excluye los nombres de Rut, Cantar de los Cantares, Ester y Daniel, lo que sugiere que las personas mencionadas en estas obras no se ajustaban a los criterios de su lista actualizada de los grandes hombres, o que no tenía acceso a estos libros, o no los consideraba auténticos. En el prólogo a la traducción griega de la obra ben Sira, su nieto, fechado en 132 a. C., menciona tanto la Ley (Torá) y los Profetas (Nevi'im), así como un tercer grupo de libros que aún no está nombrado como Ketuvim (el prólogo simplemente los identifica como «los demás libros que fueron escritos después»).

## Septuaginta
La Septuaginta (LXX) es una traducción al griego koiné de las escrituras hebreas, traducidas en etapas entre el siglo III y II a. C. en Alejandría, Egipto.
Según Michael Barber, «en la Septuaginta, la Torá y los Nevi'im se establecen como canónicos, pero los Ketuvim no parecen haber sido todavía canonizados definitivamente (algunas ediciones de la Septuaginta incluyen, por ejemplo, I-IV Macabeos o el Salmo 151, mientras que otras no los incluyen; también están las adiciones de la Septuaginta a Ester, Jeremías y Daniel, y 1 Esdras). El autor pudo haber sido realizado por setenta (o setenta y dos) ancianos que tradujeron la Biblia hebrea al griego koiné pero la evidencia histórica de esta historia es más bien superficial». Más allá de eso, de acuerdo con Barber, es prácticamente imposible determinar cuando cada uno de los demás libros se incorporó en la Septuaginta. Filón y Josefo (ambos asociados con el judaísmo helenístico del siglo I) atribuyen la inspiración divina para sus traductores, y el relato antiguo principal del proceso es la Carta de Aristeas, circa del siglo II a. c. Algunos de los Rollos del Mar Muerto atestiguan textos hebreos distintos de aquellos en los que se basó el texto masorético; en algunos casos, estos textos recién descubiertos concuerdan con la versión de la Septuaginta. Existe fuerte evidencia de que la Septuaginta fue el canon en vigor en Palestina del primer siglo, «los autores Archer y Chirichigno listan 340 lugares en los que el Nuevo Testamento cita la Septuaginta, pero sólo 33 lugares en los que cita del texto masorético en lugar de los Setenta», aunque esa afirmación sigue siendo controversial.

## Rollos del Mar Muerto
La teoría de que había un canon hebreo cerrado en el judaísmo del Segundo Templo fue cuestionada aún más por las variantes textuales que se encontraron en los rollos del Mar Muerto. Michael Barber escribe: «Hasta hace poco se suponía que las ‹adiciones apócrifas› que se encuentran en los libros de la LXX representaban tardíos incrementos griegos de los textos hebreos. En relación con esto, el texto masorético (TM), establecido por los rabinos en la época medieval, ha sido aceptado como el testigo fiel de la Biblia hebrea del siglo primero. Sin embargo, este supuesto está siendo cuestionada a la luz de los Rollos del Mar Muerto».
La evidencia que apoya estos desafíos incluyen el hecho de que «las copias de algunos libros bíblicos encontrados en Qumrán revelan divergencias nítidas con el TM». Como ejemplo de tales pruebas, Barber afirma que «los eruditos se sorprendieron al encontrar que las copias hebreas de 1 y 2 Samuel descubiertas en la Cueva 4 concordaban con la LXX en contra del TM. Uno de estos fragmentos es fechado en el siglo III a. C. y se cree que es la copia más antigua de un texto bíblico encontrado hasta la fecha. Evidentemente la versión Masoreta de 1-2 Samuel es significativamente inferior para el ejemplar LXX».
Los rollos del Mar Muerto se refieren a la Torá y Nevi'im y sugieren que estas porciones de la Biblia habían sido canonizadas antes del 68 d. C. Un pergamino contiene la totalidad o parte de 41 salmos bíblicos, aunque en un orden diferente que en el libro de los Salmos actual, incluye ocho textos que no se encuentran en el Salterio (véase Salmos 152-155), lo que sugiere que el libro aún no había sido canonizado.

## Filón de Alejandría
En el siglo I, Filón de Alejandría discute los libros sagrados, pero no hace mención de una división en tres partes de la Biblia; aunque en su De vita contemplativa (a veces, en el siglo XIX, se sugirió una autoría tardía cristiana) un párrafo III(25) escribe que «el estudio de (...)  las leyes y los oráculos sagrados de Dios enunciados por los santos profetas, y los himnos y salmos, y todo tipo de otras cosas, a causa de que el conocimiento y la piedad son aumentados y llevados a la perfección».
Filón cita casi exclusivamente la Torá, rara vez usa el Sirácides y la Sabiduría de Salomón.

## Josefo
Según Michael Barber, el testimonio más antiguo y el más explícito de una lista canónica hebrea proviene de Josefo (37–100 d. C.):
... porque no tenemos decenas de miles de libros discordantes y en conflicto entre sí [como los griegos], sino sólo veintidós, conteniendo los registros de todos los tiempos, los cuales han sido justamente considerados como divinos; y de ellos cinco pertenecen a Moisés, que contienen sus leyes y las tradiciones del origen de la humanidad hasta su muerte. (...) los Profetas, que siguieron a Moisés, compilaron lo que se hizo en sus tiempos. Los restantes cuatro libros comprenden himnos a Dios y los preceptos de la conducta de la vida humana.
Josefo se refiere a escrituras sagradas divididas en tres partes: los cinco libros de la Torá, trece libros de Nevi'im y otros cuatro libros de himnos y sabiduría. Debido a que hay 24 libros en el actual canon judío en lugar de los 22 mencionados por Josefo, algunos eruditos han sugerido que él consideraba a Rut como parte de Jueces y Lamentaciones, parte de Jeremías. Otros estudiosos sugieren que en el momento Josefo escribió, libros como Esther y Eclesiastés no eran todavía considerados canónicos. 
Según Gerald Larue, la lista de Josefo representa lo que vino a ser el canon judío, aunque los estudiosos aún estaban discutiendo con los problemas de la autoridad de ciertos escritos en el momento en que estaba escribiendo. Significativamente, Josefo caracteriza a los 22 libros como canónicos, ya que fueron inspirados por Dios; menciona otros libros históricos que no fueron inspirados divinamente y que, por tanto, no creía pertenecientes al canon. Michael Barber acepta que a pesar de que «los eruditos han reconstruido la lista de Josefo de manera diferente, parece claro que tenemos en su testimonio una lista de libros muy cercana al canon hebreo tal como está hoy». Sin embargo, Barber afirma que el canon de Josefo «no es idéntico al de la Biblia hebrea moderna».

## 2 Esdras
La primera referencia a un canon judío de 24 libros se encuentra en 2 Esdras 14:45-46, que fue escrito en el siglo I:
Y aconteció que cuando se cumplieron los cuarenta días, el Altísimo habló conmigo, y me dijo: Los veinticuatro libros que habéis escrito primero, hazlos públicos para que quienes son dignos y quienes no son dignos puedan leer de allí; pero los setenta los guardarás y se los entregarás a los sabios de tu pueblo.

## Los fariseos
Los fariseos también debatieron la situación de estos libros extra-canónicos, y en el siglo II Akiva ben Iosef declaró que aquellos que los leen, no compartirían la vida en el más allá (Sanhedrin 10:1).

## Concilio de Jamnia
La Mishná, compilada a fines del siglo II, describe un debate sobre el estado de algunos libros de los Ketuvim, y en particular sobre si hacen o no a las manos ritualmente impuras. Yadaim 3:5 llama la atención sobre un debate sobre el Cantar de los Cantares y Eclesiastés. La Meguilat Taanit, en una discusión de días en los que se prohíbe el ayuno, pero que no se observa en la Biblia, se menciona la fiesta de Purim. Basado en esto, y algunas referencias similares, Heinrich Graetz concluyó en 1871 que se había producido un concilio en Jamnia (o Yavne en hebreo) que había decidido el canon judío en algún momento a finales del siglo I (c. 70-90). Esto se convirtió en el consenso de los expertos prevaleciente durante gran parte del siglo XX. 
W.M. Christie fue el primero en cuestionar esta teoría popular en la edición de julio de 1925 de The Journal of Theological Studies en un artículo titulado «The Jamnia Period in Jewish History». Jack P. Lewis escribió una crítica del consenso popular en la edición de abril de 1964 de la Journal of Bible and Religion titulado «What Do We Mean by Jabneh?». Raymond E. Brown apoyó en gran medida a Lewis en su reseña publicada en el Jerome Biblical Commentary (también aparece en el New Jerome Biblical Commentary de 1990), al igual que la discusión de Lewis del tema en la Anchor Bible Dictionary de 1992. Sid Z. Leiman hizo un desafío independiente en su tesis de la Universidad de Pensilvania, publicada más tarde como un libro en 1976, en la que escribió que ninguna de las fuentes utilizadas para apoyar la teoría vigente de que los libros mencionados habían sido retirados de un canon, y cuestionó la toda premisa de que las discusiones fueron sobre canonicidad en absoluto, afirmando que en realidad estaban tratando con otras preocupaciones por completo distintas. Otros estudiosos se han unido y hoy la teoría está desacreditada en gran parte.
Algunos estudiosos sostienen que el canon judío fue fijado anteriormente por la dinastía de los Asmoneos. Jacob Neusner publicó libros en 1987 y 1988 que sostenía que la noción de un canon bíblico no era prominente en el judaísmo rabínico del siglo II o incluso más tarde y, en cambio, una noción de la Torá se amplió para incluir la Mishná, Tosefta, el Talmud de Jerusalén, el Talmud de Babilonia y los midrashim.
Por lo tanto, no hay consenso de los expertos en cuanto a cuando el canon judío se estableció. Sin embargo, los resultados atribuidos al Concilio de Jamnia ocurrieron sea de manera gradual o como el fallo autoritativo y definitivo de un concilio. Según Gerald Larue, los criterios utilizados en la selección de los libros sagrados a incluir en el canon judío no han sido expuestos en cualquier «delimitación clara», pero parecen haber incluido lo siguiente:
1. Los escritos tenía que estar compuestos en hebreo. Las únicas excepciones, que fueron escritos en arameo, fueron Daniel 2-7, atribuidos a Esdras (Esdras 4:8-6:18; 7:12-26), quien fue reconocido como el padre fundador del judaísmo posterior al exilio; y Jeremías 10:11. El hebreo era la lengua de las Sagradas Escrituras; el arameo, el idioma del habla común.
2. Los escritos debían ser sancionados por el uso en la comunidad judía. El uso de Ester en Purim hizo posible que pudiera ser incluida en el canon. Judit, sin ese apoyo, no era aceptable.
3. Los escritos tenían que contener uno de los grandes temas religiosos del judaísmo, como la elección o el pacto. Por la reclasificación del Cantar de los Cantares como una alegoría, era posible ver en este libro una expresión del amor de pacto.
4. Los escritos tenían que haber sido compuestos antes del tiempo de Esdras, porque se creía popularmente que la inspiración había cesado entonces. Jonás fue aceptado, ya que utiliza el nombre de un profeta temprano y se ocupaba de los acontecimientos antes de la destrucción de Nínive, que se produjo en el año 612 a. C. El libro de Daniel tuvo su configuración en el exilio y por lo tanto fue aceptado como documento del Exilio.